# Pomarzanowice
Pomarzanowice (prononciation : [pɔmaʐanɔˈvit͡sɛ]) est un village polonais de la gmina de Pobiedziska dans le powiat de Poznań de la voïvodie de Grande-Pologne dans le centre-ouest de la Pologne.
Il se situe à environ 2 kilomètres au nord de Pobiedziska (siège de la gmina) et à 28 kilomètres au nord-est de Poznań (siège du powiat et capitale régionale).

## Histoire
De 1975 à 1998, le village faisait partie du territoire de la voïvodie de Poznań.

Depuis 1999, Pomarzanowice est situé dans la voïvodie de Grande-Pologne.